# Atletica leggera ai Giochi della XX Olimpiade - 400 metri piani maschili

Video della Finale

Matthews e Collett durante la premiazione

I 400 metri piani hanno fatto parte del programma maschile di atletica leggera ai Giochi della XX Olimpiade. La competizione si è svolta nei giorni 3-7 settembre 1972 allo Stadio olimpico di Monaco.

## Presenze ed assenze dei campioni in carica
| Competizione      | Atleta             | Prestazione | Monaco 1972  |
| ----------------- | ------------------ | ----------- | ------------ |
| Olimpiadi 1968    | Lee Evans          | 43”86       | 4º ai Trials |
| Commonwealth 1970 | Charles Asati      | 45”01       | Presente     |
| Asiatici 1970     | Yoshiharu Tomonaga | 46”6 =      | Presente     |
| Panamericani 1971 | John Smith         | 44”60       | Presente     |
| Europei 1971      | David Jenkins      | 45”5        | Presente     |

Il vincitore dei Trials USA è Wayne Collett con 44”1. Il tempo di Collett rappresenta anche la miglior prestazione mondiale di tutti i tempi a livello del mare.

## La gara
La prima semifinale è vinta da Vincent Matthews con 44"94. L'americano prenota il titolo. Arriva quinto invece il campione europeo, David Jenkins, che rimane fuori dalla finale.
Nella seconda serie prevale il keniota Julius Sang (45"30). Quinto, e primo degli eliminati, il giovane cubano Alberto Juantorena. Ne risentiremo parlare a Montréal 1976.

La finale viene posticipata di un giorno a causa dell'attentato terroristico agli atleti israeliani compiuto al Villaggio Olimpico.

Vincent Matthews prende il comando della gara già dopo 100 metri. A 200 metri ha già un paio di metri di vantaggio sul secondo, Julius Sang. Il terzo degli americani, John Smith, è colto da infortunio e si ritira. Rinviene Wayne Collett, che si porta in seconda posizione, ma non tiene il passo di Matthews che taglia per primo il traguardo.
Vincent Matthews e Wayne Collett si mettono a chiacchierare sul podio durante l'esecuzione dell'inno nazionale. Verranno puniti con una squalifica, che impedirà alla squadra americana di partecipare alla 4x400.

## Risultati

### Turni eliminatori
| 9 Batterie         | 3 settembre | 68 iscritti       | Si qualificano i primi 4 + i 4 migliori tempi. |
| 5 Quarti di finale | 4 settembre | 8 + 8 + 8 + 8 + 8 | Si qualificano i primi 3 + il miglior tempo.   |
| 2 Semifinali       | 4 settembre | 8 + 8             | Si qualificano i primi 4.                      |
| Finale             | 7 settembre | 8 concorrenti     |                                                |

### Batterie
| Pos. | Atleta                    | Nazione           | Tempo | Nota |
| ---- | ------------------------- | ----------------- | ----- | ---- |
| 1    | Andrzej Badeński          | Polonia           | 46"21 | Q    |
| 2    | Charles Joseph            | Trinidad e Tobago | 46"38 | Q    |
| 3    | Mulugetta Tadesse         | Etiopia           | 46"38 | Q    |
| 4    | Wickramesinghe Wimaladasa | Ceylon            | 46"62 | Q    |
| 5    | Bjarni Stefánsson         | Islanda           | 46"76 | q    |
| 6    | Jozo Alebić               | Jugoslavia        | 47"01 |      |
| 7    | Silver Ayoo               | Uganda            | 47"04 |      |
| 8    | Nusrat Iqbal Sahi         | Pakistan          | 49"57 |      |

| Pos. | Atleta             | Nazione        | Tempo | Nota |
| ---- | ------------------ | -------------- | ----- | ---- |
| 1    | David Jenkins      | Gran Bretagna  | 46"15 | Q    |
| 2    | Anders Faager      | Svezia         | 46"29 | Q    |
| 3    | Hezahiah Nyamau    | Kenya          | 46"33 | Q    |
| 4    | Omar Ghizlat       | Marocco        | 46"37 | Q    |
| 5    | Bruce Ijirighwo    | Nigeria        | 46"59 | q    |
| 6    | Samuela Yavala     | Figi           | 47"76 |      |
| 7    | Théophile Nkounkou | Rep. del Congo | 47"86 |      |
| 8    | Francisco Menocal  | Nicaragua      | 50"96 |      |

| Pos. | Atleta               | Nazione        | Tempo | Nota |
| ---- | -------------------- | -------------- | ----- | ---- |
| 1    | Georg Nückles        | Germania Ovest | 46"64 | Q    |
| 2    | Yoshiharu Tomonaga   | Giappone       | 47"01 | Q    |
| 3    | Francis Kerbiriou    | Francia        | 47"01 | Q    |
| 4    | Sam Bugri            | Ghana          | 47"83 | Q    |
| 5    | Thomas N'Ma          | Liberia        | 49"73 |      |
| 6    | Jean-Max Faustin     | Haiti          | 52"33 |      |
| -    | Marcello Fiasconaro  | Italia         |       | NP   |
| -    | Michael Frederiksson | Svezia         |       | NP   |

| Pos. | Atleta             | Nazione     | Tempo | Nota |
| ---- | ------------------ | ----------- | ----- | ---- |
| 1    | Alberto Juantorena | Cuba        | 45"94 | Q    |
| 2    | Wayne Collett      | Stati Uniti | 46"00 | Q    |
| 3    | Claver Kamanya     | Tanzania    | 46"18 | Q    |
| 4    | Gilles Bertould    | Francia     | 46"36 | Q    |
| 5    | Eric Phillips      | Venezuela   | 46"74 | q    |
| 6    | Pedro Ferrer       | Porto Rico  | 47"90 |      |
| 7    | Nicodemus Maipampe | Zambia      | 48"84 |      |

| Pos. | Atleta            | Nazione     | Tempo | Nota |
| ---- | ----------------- | ----------- | ----- | ---- |
| 1    | Tegegne Bezabeh   | Etiopia     | 45"88 | Q    |
| 2    | Vincent Matthews  | Stati Uniti | 45"94 | Q    |
| 3    | Angelo Hussein    | Sudan       | 47"01 | Q    |
| 4    | Robert Ojo        | Nigeria     | 47"03 | Q    |
| 5    | Fanahan McSweeney | Irlanda     | 47"07 |      |
| 6    | Fernando Silva    | Portogallo  | 47"67 |      |
| 7    | Kassem Hamzé      | Libano      | 49"20 |      |

| Pos. | Atleta             | Nazione       | Tempo | Nota |
| ---- | ------------------ | ------------- | ----- | ---- |
| 1    | Charles Asati      | Kenya         | 45"16 | Q    |
| 2    | Leighton Priestley | Giamaica      | 45"75 | Q    |
| 3    | Fernando Acevedo   | Perù          | 45"80 | Q    |
| 4    | Jan Werner         | Polonia       | 45"93 | Q    |
| 5    | Gary Armstrong     | Gran Bretagna | 46"48 | q    |
| 6    | Francisco Rojas    | Paraguay      | 47"46 |      |
| 7    | Brian MacLaren     | Canada        | 47"65 |      |
| -    | Caspar Springer    | Barbados      |       | Rit. |

| Pos. | Atleta            | Nazione        | Tempo | Nota |
| ---- | ----------------- | -------------- | ----- | ---- |
| 1    | Julius Sang       | Kenya          | 45"24 | Q    |
| 2    | Martin Reynolds   | Gran Bretagna  | 46"46 | Q    |
| 3    | Roger Vélasquez   | Francia        | 46"70 | Q    |
| 4    | Karl Honz         | Germania Ovest | 46"77 | Q    |
| 5    | Franklin Rahming  | Bahamas        | 48"30 |      |
| 6    | Ibrahima Idrissou | Dahomey        | 48"50 |      |
| 7    | William Msiska    | Malawi         | 48"81 |      |

| Pos. | Atleta                  | Nazione        | Tempo | Nota |
| ---- | ----------------------- | -------------- | ----- | ---- |
| 1    | Horst-Rüdiger Schlöske  | Germania Ovest | 45"27 | Q    |
| 2    | John Smith              | Stati Uniti    | 46"00 | Q    |
| 3    | Kyriakos Onisiforou     | Grecia         | 46"94 | Q    |
| 4    | Reza Entezari           | Iran           | 47"89 | Q    |
| 5    | Mohamed Saad            | Kuwait         | 49"61 |      |
| 6    | Mohamed Jaman Al-Dosari | Arabia Saudita | 49"67 |      |
| -    | Luciano Sušanj          | Jugoslavia     |       | NP   |

| Pos. | Atleta                 | Nazione           | Tempo | Nota |
| ---- | ---------------------- | ----------------- | ----- | ---- |
| 1    | Markku Kukkoaho        | Finlandia         | 46"05 | Q    |
| 2    | Zbigniew Jaremski      | Polonia           | 46"20 | Q    |
| 3    | Arthur Cooper          | Trinidad e Tobago | 47"15 | Q    |
| 4    | Amadou Gakou           | Senegal           | 47"68 | Q    |
| 5    | Tambusamy Krishnan     | Malaysia          | 48"31 |      |
| 6    | Frédérique Andrianaivo | Madagascar        | 48"72 |      |
| 7    | Savin Chem             | Cambogia          | 48"82 |      |
| -    | Jimmy Sierra           | Colombia          |       | NP   |

### Quarti di finali
| Pos. | Atleta             | Nazione           | Tempo | Nota |
| ---- | ------------------ | ----------------- | ----- | ---- |
| 1    | Wayne Collett      | Stati Uniti       | 45"80 | Q    |
| 2    | Alberto Juantorena | Cuba              | 45"96 | Q    |
| 3    | Jan Werner         | Polonia           | 46"02 | Q    |
| 4    | Martin Reynolds    | Gran Bretagna     | 46"11 | q    |
| 5    | Charles Joseph     | Trinidad e Tobago | 46"14 |      |
| 6    | Robert Ojo         | Nigeria           | 46"73 |      |
| 7    | Omar Ghizlat       | Marocco           | 46"84 |      |
| 8    | Sam Bugri          | Ghana             | 47"34 |      |

| Pos. | Atleta                    | Nazione           | Tempo | Nota |
| ---- | ------------------------- | ----------------- | ----- | ---- |
| 1    | Horst-Rüdiger Schlöske    | Germania Ovest    | 45"41 | Q    |
| 2    | Vincent Matthews          | Stati Uniti       | 45"62 | Q    |
| 3    | Tegegne Bezabeh           | Etiopia           | 45"97 | Q    |
| 4    | Gilles Bertould           | Francia           | 46"14 |      |
| 5    | Wickramesinghe Wimaladasa | Ceylon            | 46"50 |      |
| 6    | Leighton Priestley        | Giamaica          | 47"76 |      |
| 7    | Arthur Cooper             | Trinidad e Tobago | 48"29 |      |
| 8    | Reza Entezari             | Iran              | 48"69 |      |

| Pos. | Atleta          | Nazione       | Tempo | Nota |
| ---- | --------------- | ------------- | ----- | ---- |
| 1    | David Jenkins   | Gran Bretagna | 45"99 | Q    |
| 2    | John Smith      | Stati Uniti   | 46"04 | Q    |
| 3    | Markku Kukkoaho | Finlandia     | 46"11 | Q    |
| 4    | Hezahiah Nyamau | Kenya         | 46"80 |      |
| 5    | Bruce Ijirighwo | Nigeria       | 46"81 |      |
| 6    | Roger Vélasquez | Francia       | 46"91 |      |
| 7    | Amadou Gakou    | Senegal       | 46"96 |      |
| 8    | Angelo Hussein  | Sudan         | 47"33 |      |

| Pos. | Atleta              | Nazione        | Tempo | Nota |
| ---- | ------------------- | -------------- | ----- | ---- |
| 1    | Karl Honz           | Germania Ovest | 45"87 | Q    |
| 2    | Julius Sang         | Kenya          | 45"92 | Q    |
| 3    | Zbigniew Jaremski   | Polonia        | 46"52 | Q    |
| 4    | Anders Faager       | Svezia         | 46"54 |      |
| 5    | Francis Kerbiriou   | Francia        | 46"63 |      |
| 6    | Yoshiharu Tomonaga  | Giappone       | 46"92 |      |
| 7    | Gary Armstrong      | Gran Bretagna  | 47"10 |      |
| 8    | Kyriakos Onisiforou | Grecia         | 47"22 |      |

| Pos. | Atleta            | Nazione        | Tempo | Nota |
| ---- | ----------------- | -------------- | ----- | ---- |
| 1    | Charles Asati     | Kenya          | 46"04 | Q    |
| 2    | Andrzej Badeński  | Polonia        | 46"19 | Q    |
| 3    | Georg Nückles     | Germania Ovest | 46"30 | Q    |
| 4    | Claver Kamanya    | Tanzania       | 46"55 |      |
| 5    | Mulugetta Tadesse | Etiopia        | 46"85 |      |
| 6    | Bjarni Stefánsson | Islanda        | 46"92 |      |
| 7    | Eric Phillips     | Venezuela      | 46"97 |      |
| -    | Fernando Acevedo  | Perù           |       | NP   |

### Semifinali
| Pos. | Atleta           | Nazione        | Tempo | Nota |
| ---- | ---------------- | -------------- | ----- | ---- |
| 1    | Vincent Matthews | Stati Uniti    | 44"94 | Q    |
| 2    | Karl Honz        | Germania Ovest | 45"32 | Q    |
| 3    | John Smith       | Stati Uniti    | 45"46 | Q    |
| 4    | Charles Asati    | Kenya          | 45"47 | Q    |
| 5    | David Jenkins    | Gran Bretagna  | 45"91 |      |
| 6    | Tegegne Bezabeh  | Etiopia        | 45"98 |      |
| 7    | Georg Nückles    | Germania Ovest | 46"28 |      |
| 8    | Andrzej Badeński | Polonia        | 46"38 |      |

| Pos. | Atleta                 | Nazione        | Tempo | Nota |
| ---- | ---------------------- | -------------- | ----- | ---- |
| 1    | Julius Sang            | Kenya          | 45"30 | Q    |
| 2    | Horst-Rüdiger Schlöske | Germania Ovest | 45"62 | Q    |
| 3    | Wayne Collett          | Stati Uniti    | 45"77 | Q    |
| 4    | Markku Kukkoaho        | Finlandia      | 46"02 | Q    |
| 5    | Alberto Juantorena     | Cuba           | 46"07 |      |
| 6    | Jan Werner             | Polonia        | 46"26 |      |
| 7    | Martin Reynolds        | Gran Bretagna  | 46"71 |      |
| -    | Zbigniew Jaremski      | Polonia        |       | NP   |

### Finale
| Pos.    | Corsia | Atleta                 | Età | Nazione        | Tempo | Nota |
| ------- | ------ | ---------------------- | --- | -------------- | ----- | ---- |
| Oro     | 2      | Vincent Matthews       | 24  | Stati Uniti    | 44"66 |      |
| Argento | 3      | Wayne Collett          | 22  | Stati Uniti    | 44"80 |      |
| Bronzo  | 5      | Julius Sang            | 26  | Kenya          | 44"92 |      |
| 4       | 8      | Charles Asati          | 26  | Kenya          | 45"13 |      |
| 5       | 7      | Horst-Rüdiger Schlöske | 26  | Germania Ovest | 45"31 |      |
| 6       | 4      | Markku Kukkoaho        | 25  | Finlandia      | 45"49 |      |
| 7       | 1      | Karl Honz              | 21  | Germania Ovest | 45"68 |      |
| -       | 6      | John Smith             | 22  | Stati Uniti    |       | Rit. |